# Lisabona
Lisabona (în portugheză Lisboa pronunțatⓘ) este capitala Portugaliei și are 544.851 locuitori (2.900.000 în zona metropolitană, 27% din populația țării) conform statisticilor din anul 2021. Este plasată pe coasta de vest a țării, la Oceanul Atlantic, unde râul Tejo (Tagus), se varsă în ocean. Inima orașului este „Baixa” sau „Orașul de Jos”, zonă unde se află Castelul São Jorge și Catedrala Santa Maria Maior. Cel mai vechi cartier al orașului este Alfama, aproape de râul Tejo. Alte monumente importante sunt Mănăstirea Jerónimos și Turnul Belém, care au fost înscrise în anul 1983 pe lista patrimoniului cultural mondial UNESCO.
Cele mai importante industrii active în Lisabona sunt cele ale oțelului, textilă, chimică, ceramică, construcției de nave și a pescuitului.

## Istoric
- se crede că Lisabona a fost întemeiată de către Fenicieni;
- în sec. II î.C. a fost ocupată de către Romani;
- în sec. V d.C. ocupată de către Vizigoți;
- în anul 716 cucerită de către mauri (arabi);
- în anul 1147 recucerită de către portughezi;
- în jurul anului 1260 a devenit capitala Regatului Portugalia;
- în urma unor cuceriri de colonii, Lisabona devine unul dintre cele mai bogate orașe din Europa;
- între 1580 - 1640 (perioada ocupației spaniole), orașul decade treptat;
- în Marele cutremur din 1755, urmat de un tsunami și de un incendiu, a fost distrusă cea mai mare parte a orașului;
- în al doilea Război Mondial, Portugalia a fost o nație neutră, iar Lisabona a devenit nu numai un refugiu, ci și un port de ambarcațiune pentru refugiați din întreaga Europă;
- în 1988 un incendiu (cel mai mare dezastru din istoria orașului după 1755) a distrus zona comercială;
- în 1991 populația era de 681.063 de locuitori, conform recensământului cel mai recent de atunci.

### Evoluția toponimiei
- Alis Ubbo ("Golf încântător", Fenicienii)
- Ollisippo (sec. III-I î.C., Lusitanii și Romanii)
- Felicitas Julia (sec.I î.C., Julius Caesar)
- Ulixippona (sec.V d.C., Vizigoții)
- Al-Ashbouna, apoi Lishbuna (sec.VIII-XII, Arabii / Maurii)
- Lisboa (după secolul al XII-lea, Portughezii)

### Origini
În timpul perioadei Neolitice, regiunea a fost locuită de triburi pre-celtice, ce au construit monumente religioase și funerare, megalituri, dolmene și menhire, care încă supraviețuiesc în zonele periferice a Lisabonei.
Cu toate că se știe că primele fortificații de pe dealul Castelo din Lisabona nu sunt mai vechi de secolul al II-lea î.Hr., săpări arheologice recente au dovedit că oameni din Epoca fierului au ocupat terenul din secolului al VIII-lea î.e.n. până în secolul al VI-lea î.e.n Această așezare indigenă a menținut relații comerciale cu fenicienii, ceea ce ar explica ceramica feniciană și alte obiecte materiale descoperite recent. Săpăturile arheologice săvârșite în apropierea Castelului São Jorge (Castelo de São Jorge) și Catedrala Lisabonei indică prezența fenicienilor încă din 1200 î.e.n, și poate fi afirmat cu încredere că un post fenician comercial stătea pe acum centrul Lisabonei actuale, pe versantul sudic al dealului castelului. Portul adăpostit în estuarul fluviului Tajo era un loc ideal pentru așezarea iberică și ar fi asigurat un port sigur pentru navele feniciene. Așezarea Tajo a fost un important centru de comerț comercial cu triburile interioare, oferind o piață de desfacere pentru metale prețioase, sare și pește sărat ce îl colectau, și pentru vânzarea cailor Lusitano renumiți în antichitate.
Conform unei legende persistente, locul a fost numit pentru miticul Ulise, care a fondat orașul când a navigat spre vest până la capătul lumii vechi.

### Era romană
În urma înfrângerii lui Hannibal din 202 î.e.n în timpul războaielor Punice, romanii s-au hotărât se priveze Cartagina de posesia sa cea mai valoroase: Hispania (Peninsula Iberică).

## Monumente

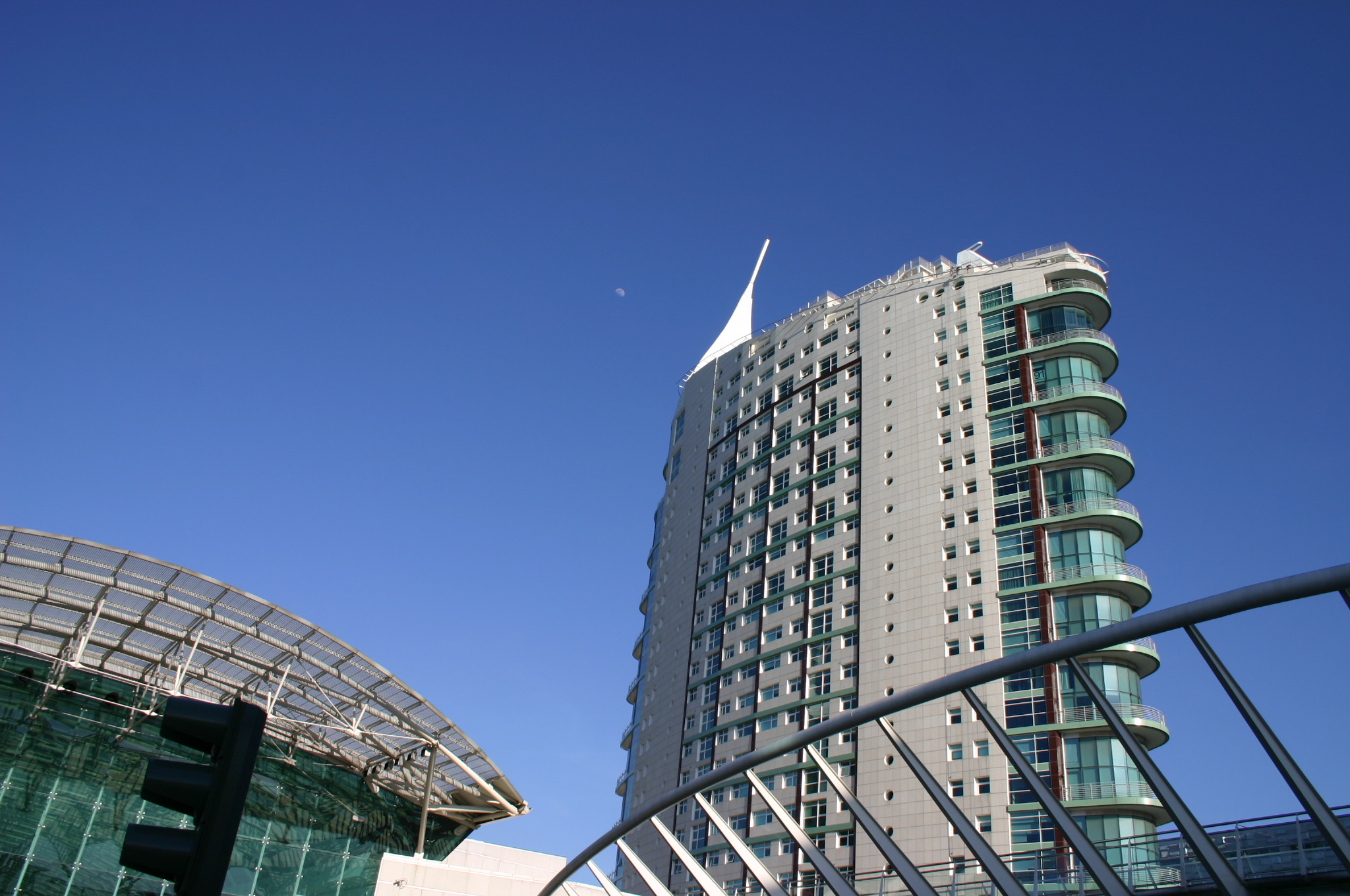
Parque das Nações

- Castelo São Jorje (Castelul Sf.Gheorghe), pe colina cea mai înaltă a orașului.
- Cartierul Alfama, cu străzi înguste și pitorești (singurul care a supraviețuit marelui cutremur din 1755).
- Sé de Lisboa (Catedrala Santa Maria Maior).
- Convento do Carmo.
- Ascensorul Santa Justa, aflat în cartierul Baixa, a fost proiectat de Raoul Mesnier du Ponsard, inginer născut în Porto din părinți francezi și ucenicul lui Gustave Eiffel. Construcția a început în 1900 și a fost finalizată în 1902; inițial a funcționat pe baza de motor cu abur, ca mai apoi, în anul 1907, să funcționeze pe curent electric.

Din orașul de pe vremea descoperirilor putem vedea în zona Belém, două construcții preluate de UNESCO pe Lista Patrimoniului Cultural Mondial:
- Mosteiro dos Jerónimos (Mănăstirea Jerónimos), construită din dorința regelui Manuel I.
- Torre de Belém (Turnul Belem), construcție militară pentru supravegherea intrării în portul orașului.

Lisabona (Torre de Belém - Turnul Belém)

La începutul sec. XVII monumentul cel mai important era „Aqueduto das Águas Livres” (apeduct pentru aprovizionarea Lisabonei cu apă potabilă). După cutremurul din 1755, în cadrul planului de reconstrucție inițiat de către primul-ministru Marquês de Pombal, a fost construită și piața comercială (Praça do Comércio). Mai târziu, în vecinătate, au mai fost construite Piața Restauradores și ascensorul Santa Justa (proiectat la finele secolului XIX de către Mesnier du Ponsard).

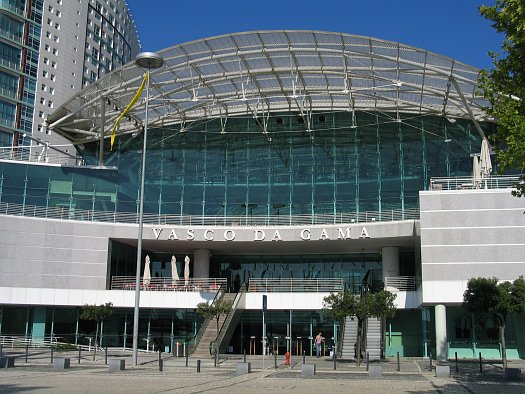
Vasco da Gama

La sfârșitul sec.XIX urbanizarea a fost extinsă nu numai în zona de lângă râul Tejo, dar și la exterior (actualul bulevardul Libertății). În 1934 a fost construită Piața Marquês de Pombal. Urbanizarea de la finele sec.XX e marcată de o arhitectură aparte, cum ar fi Turnurile Amoreiras (1985, arhitect Tomás Taveira), Centrul Cultural Belém (inaugurat în 1991), Gara Oriente (1998, arhitect Santiago Calatrava), Turnul Vasco da Gama și Oceanarium (1998, arhitect Peter Chermayeff).

## Economie

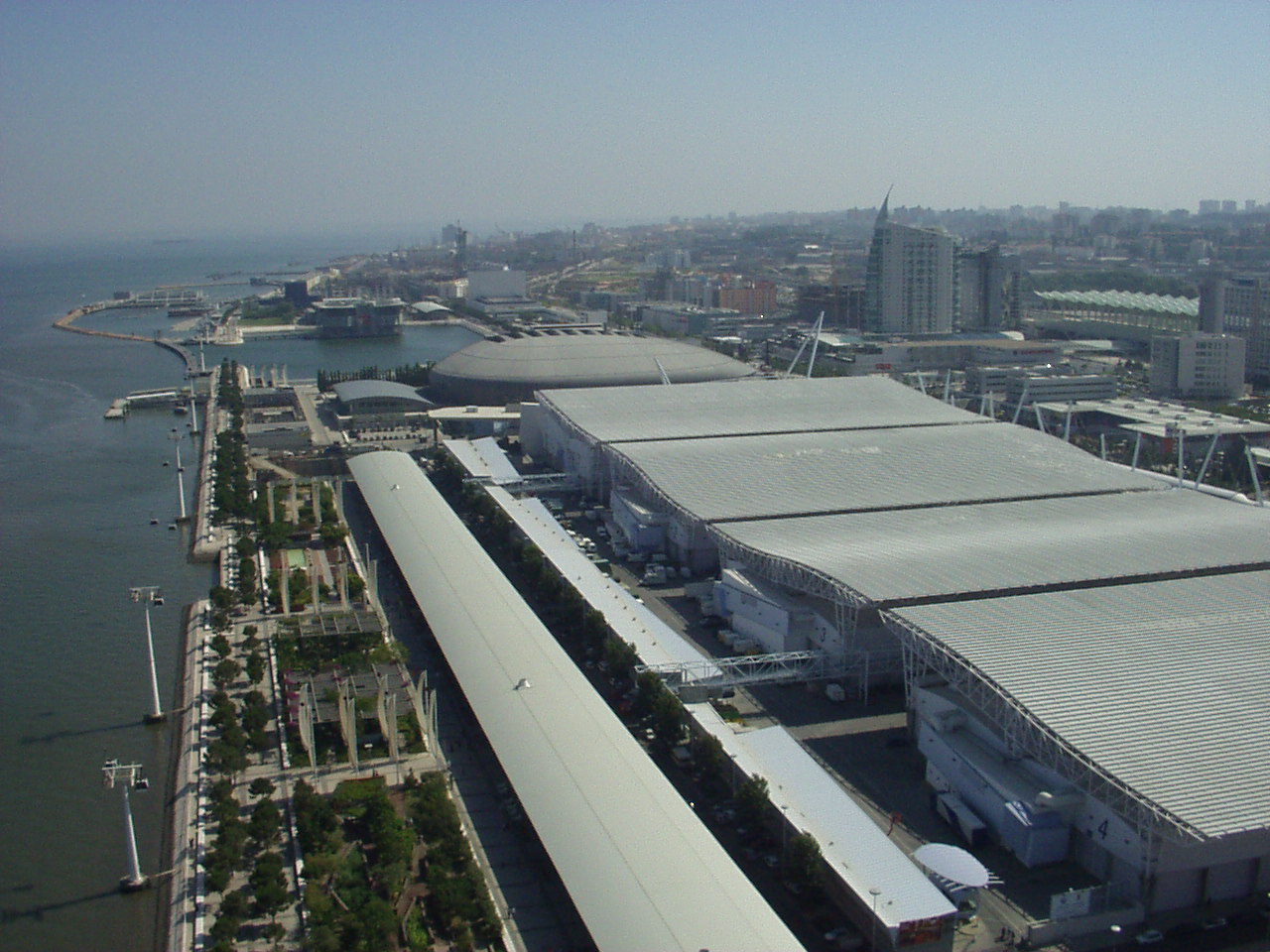
Parque das Nações

Lisabona este orașul cel mai bogat din Portugalia cu un PIB pc superior mediei europene. Portul din Lisabona este cel mai activ a coastei atlantice europene. Echipat cu trei canale pentru bărci turistice: Alcantara, Rocha Conde Obidos și Santa Apolónia.
Lisabona ca și capitală, are o economie concentrată în servicii. Se plasează pe al 9-lea loc mondial ca oraș care organizează congrese internaționale.
Zona metropolitană a Lisabonei e foarte industrializată, mai ales în zona sud a râului Tejo. Industriile principale consistă în rafinării petrolifere, industrie textilă, mecanică și siderurgică.

## Cultura

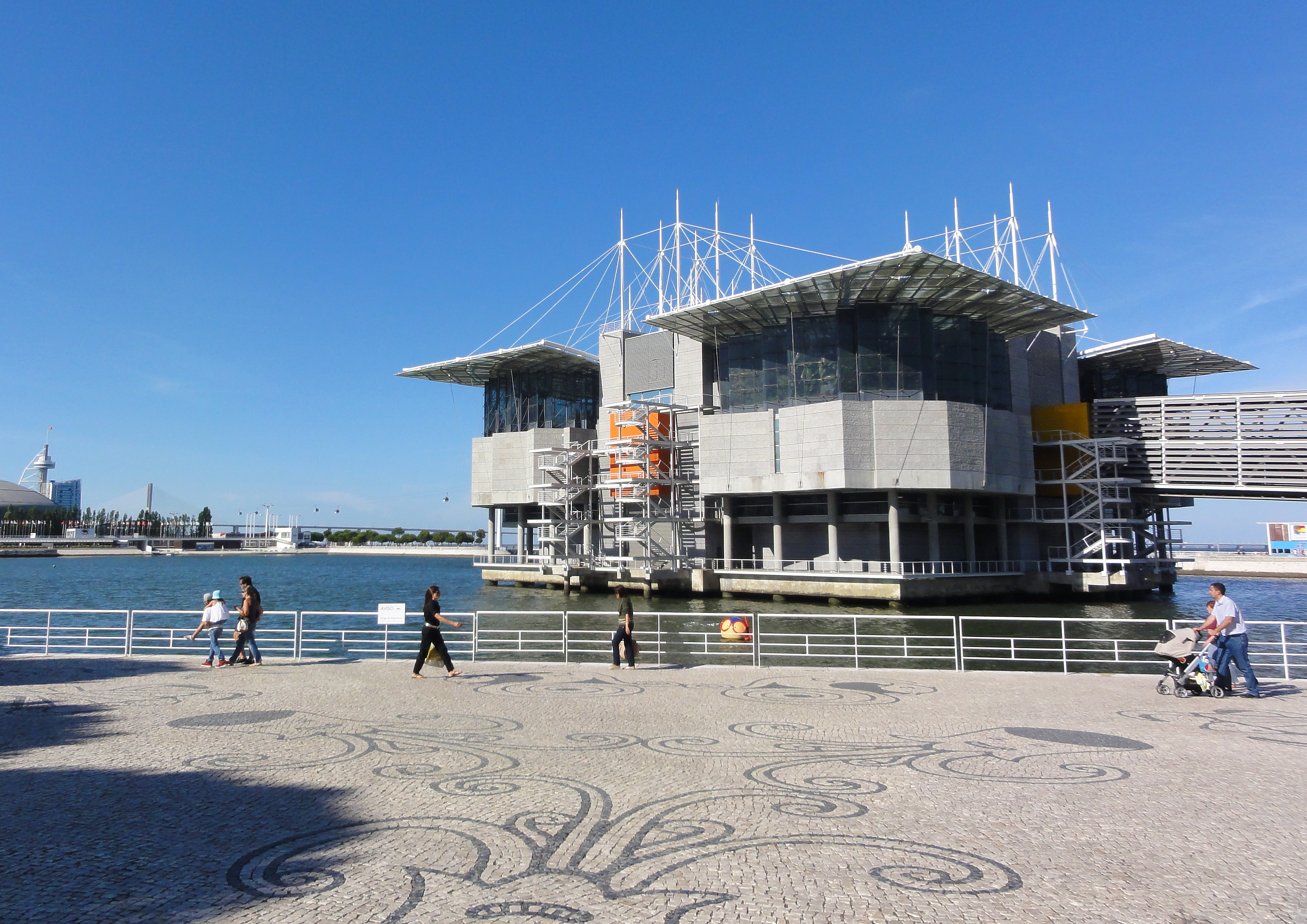
Lisabona (Oceanarium)

Lisabona e un oraș cu o intensă viață culturală, fiind considerată unul din marile centre culturale europene.
Din 1994, de când a fost capitala europeană a culturii, Lisabona găzduiește o mulțime de evenimente internaționale (Expo 98, Tenis World Master 2001, Euro 2004) ce au avut un impact pozitiv asupra dezvoltării activităților și infrastructurii culturale.

## Personalități născute aici
- Isaac Abrabanel (1437 - 1508), om politic, filozof, rabin;
- Francisco de Almeida (1450? - 1510), nobil, explorator;
- Duarte Pacheco Pereira (c. 1460 - 1533), explorator, cartograf;
- Duarte Barbosa (c. 1480 - 1521), scriitor;
- António Manuel da Fonseca (1796 - 1890), pictor;
- Carlos Coelho (n. 1960), om politic, europarlamentar.

## Galerie de imagini

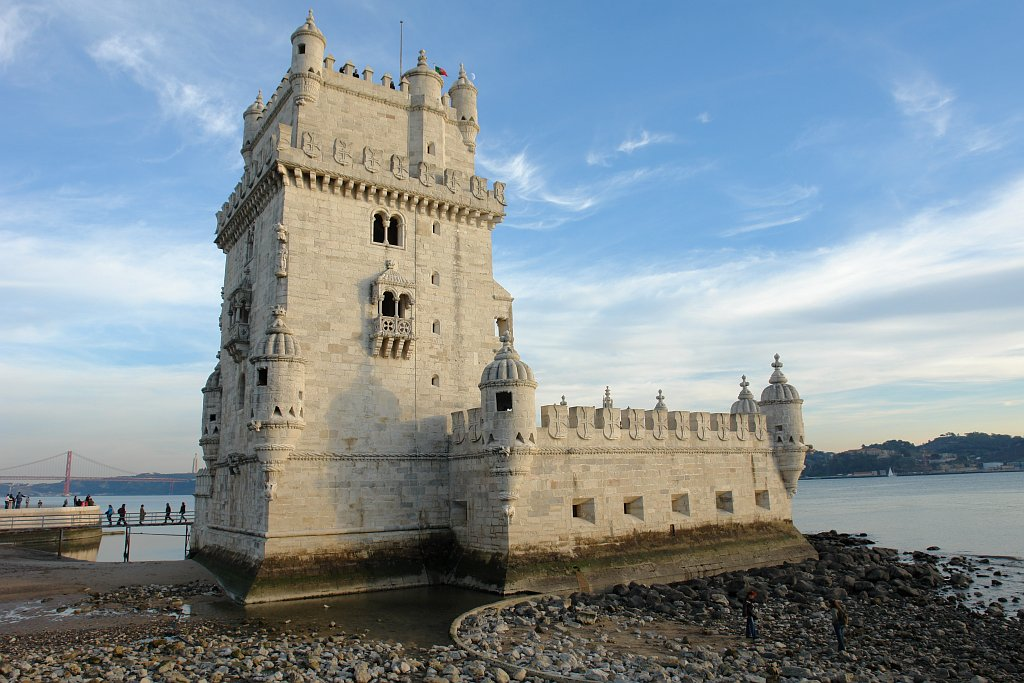
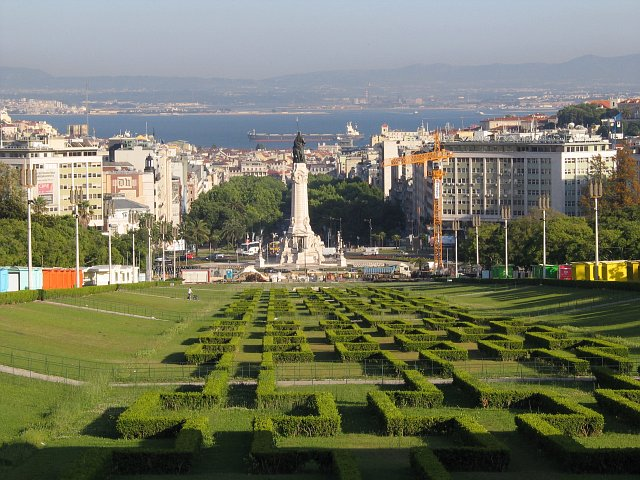
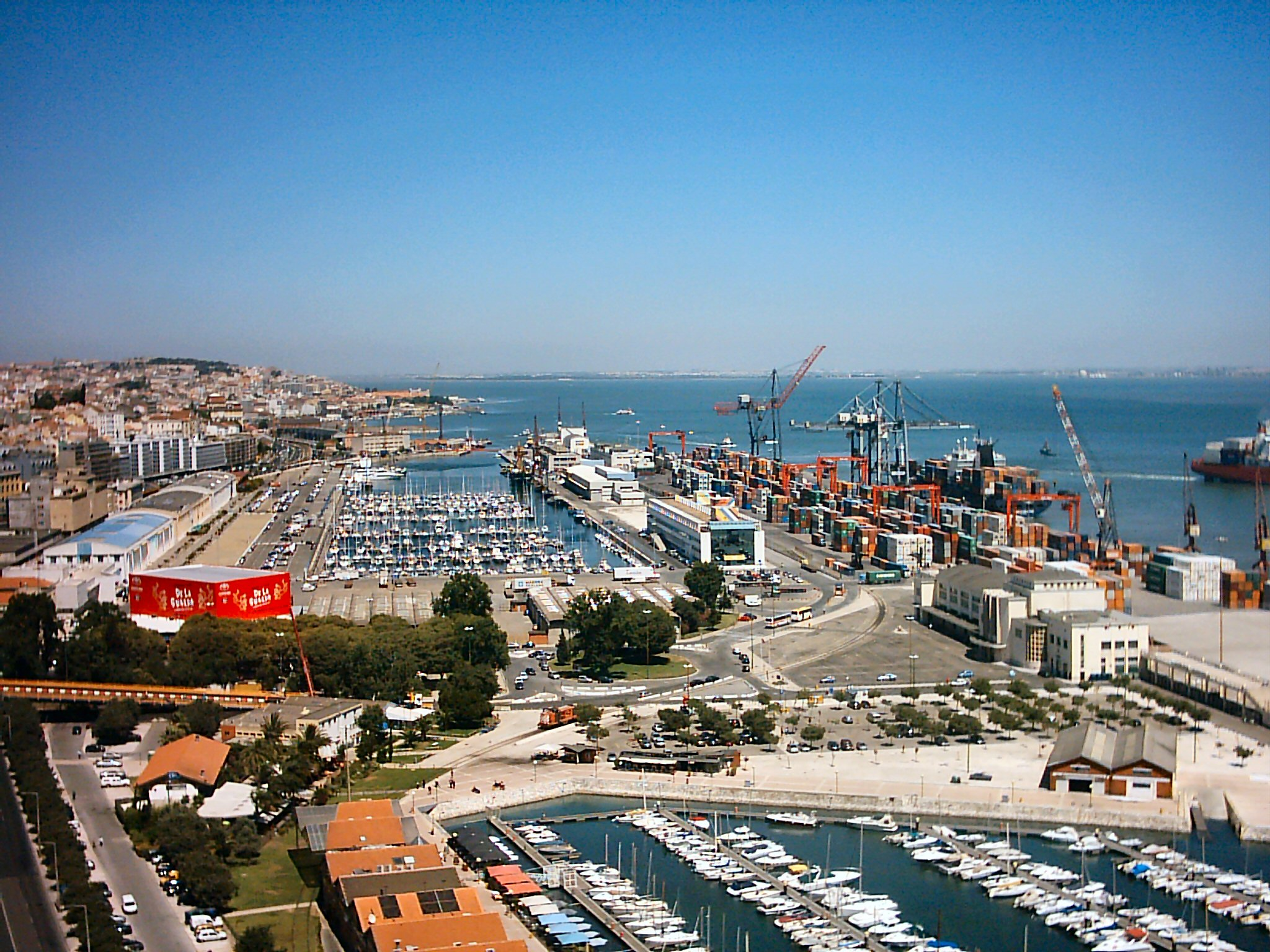
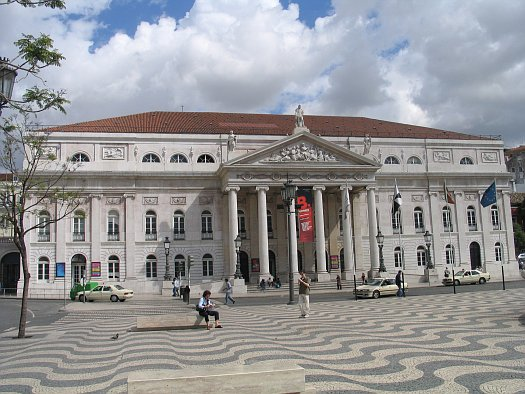
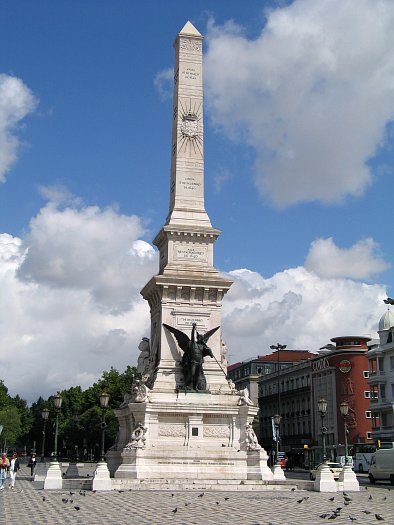
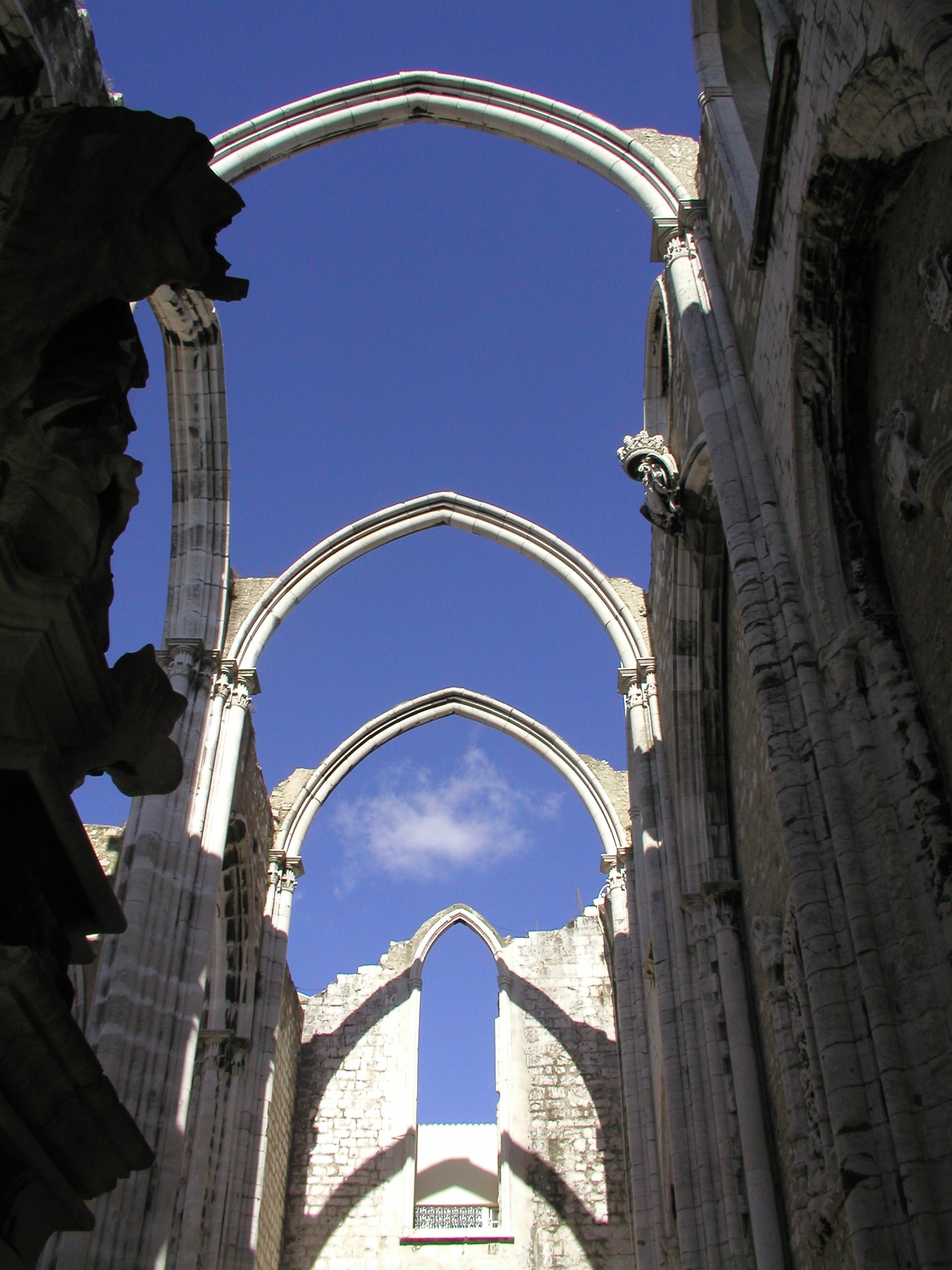
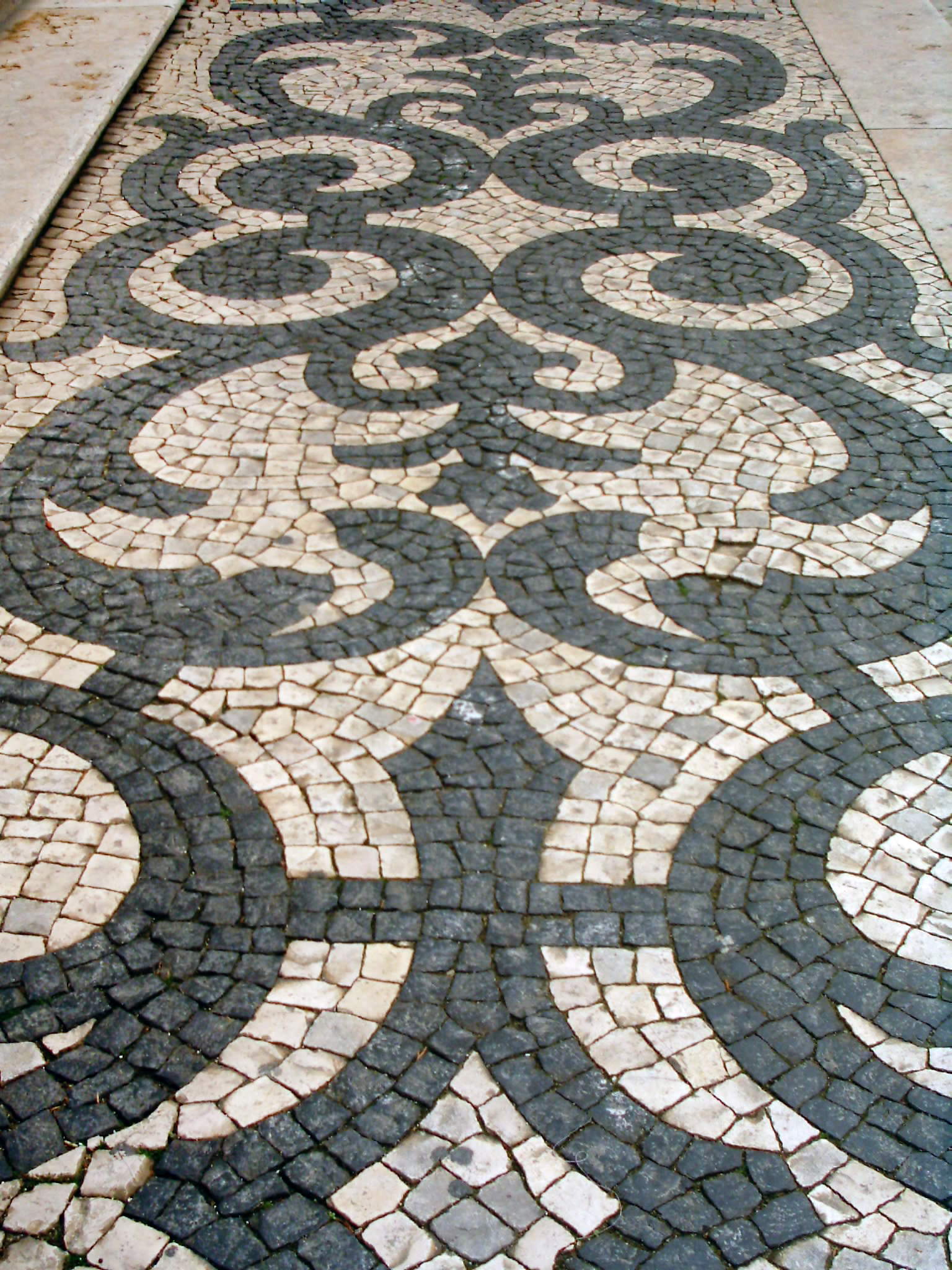
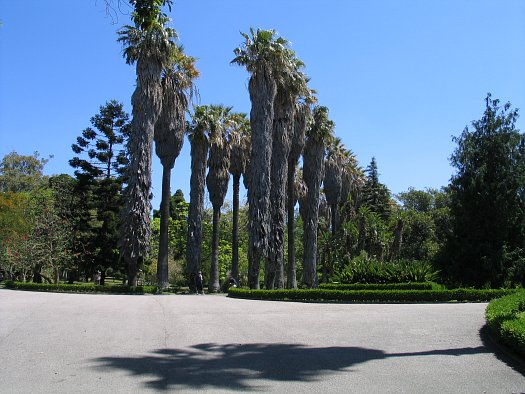
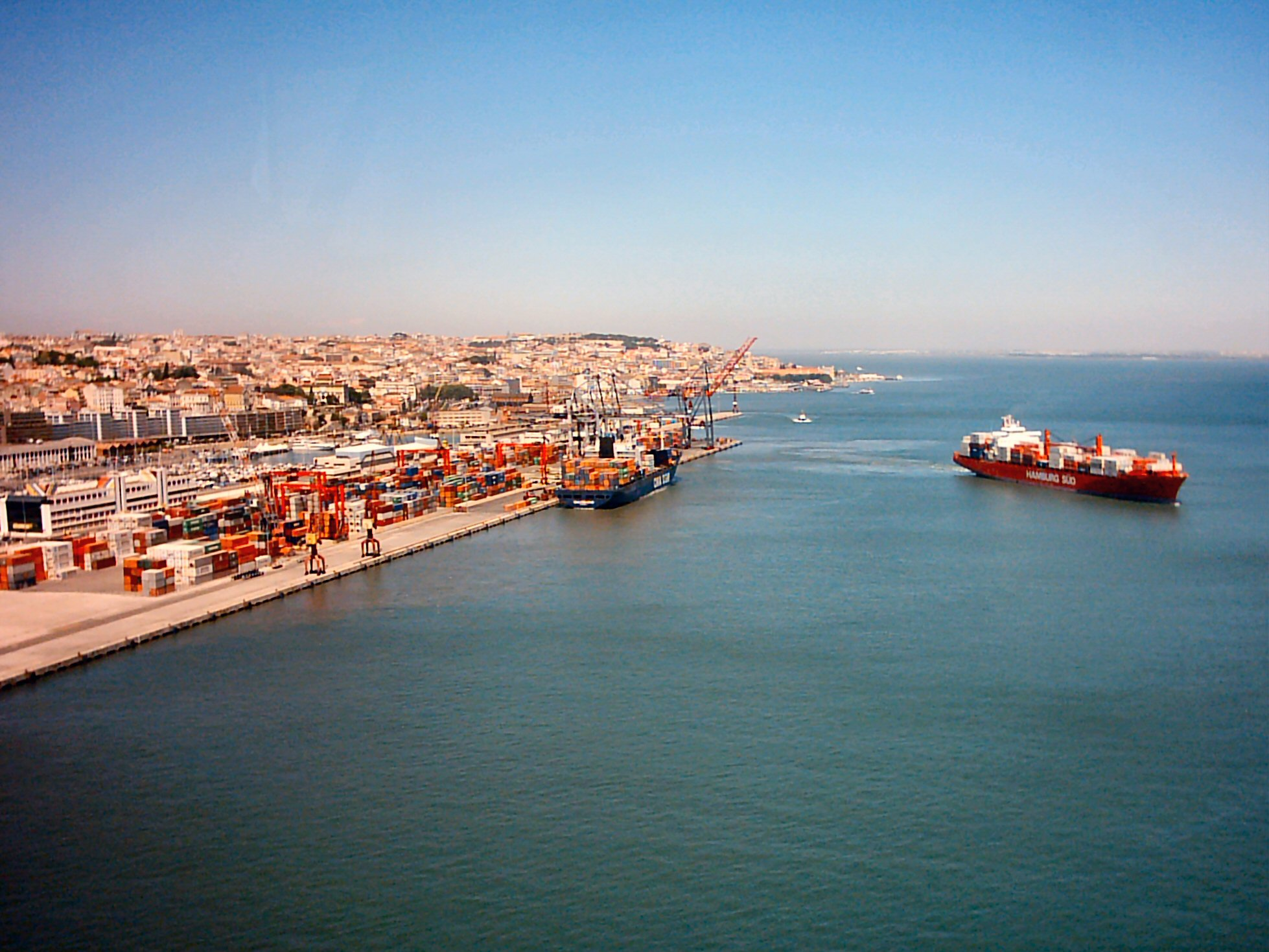
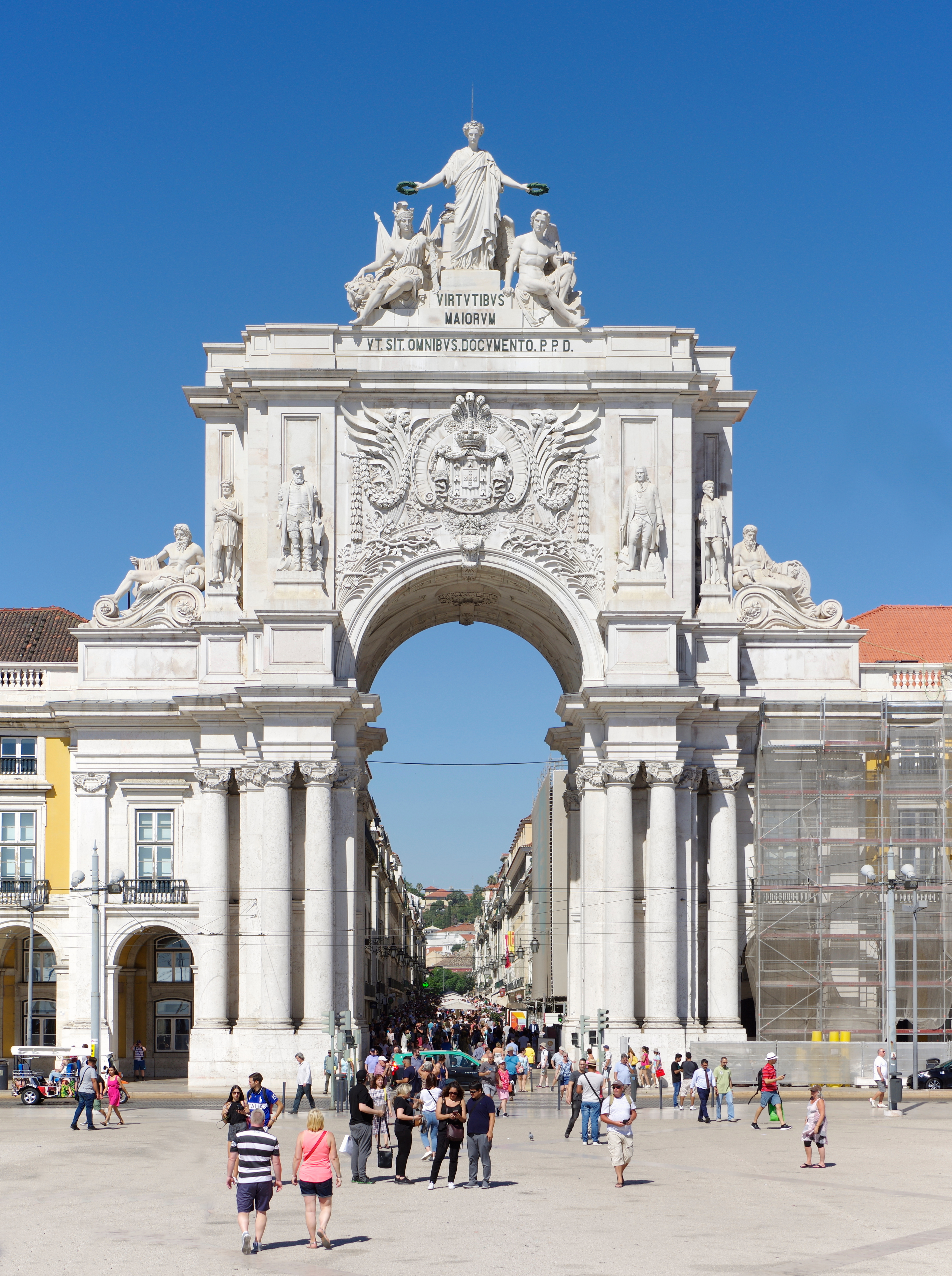
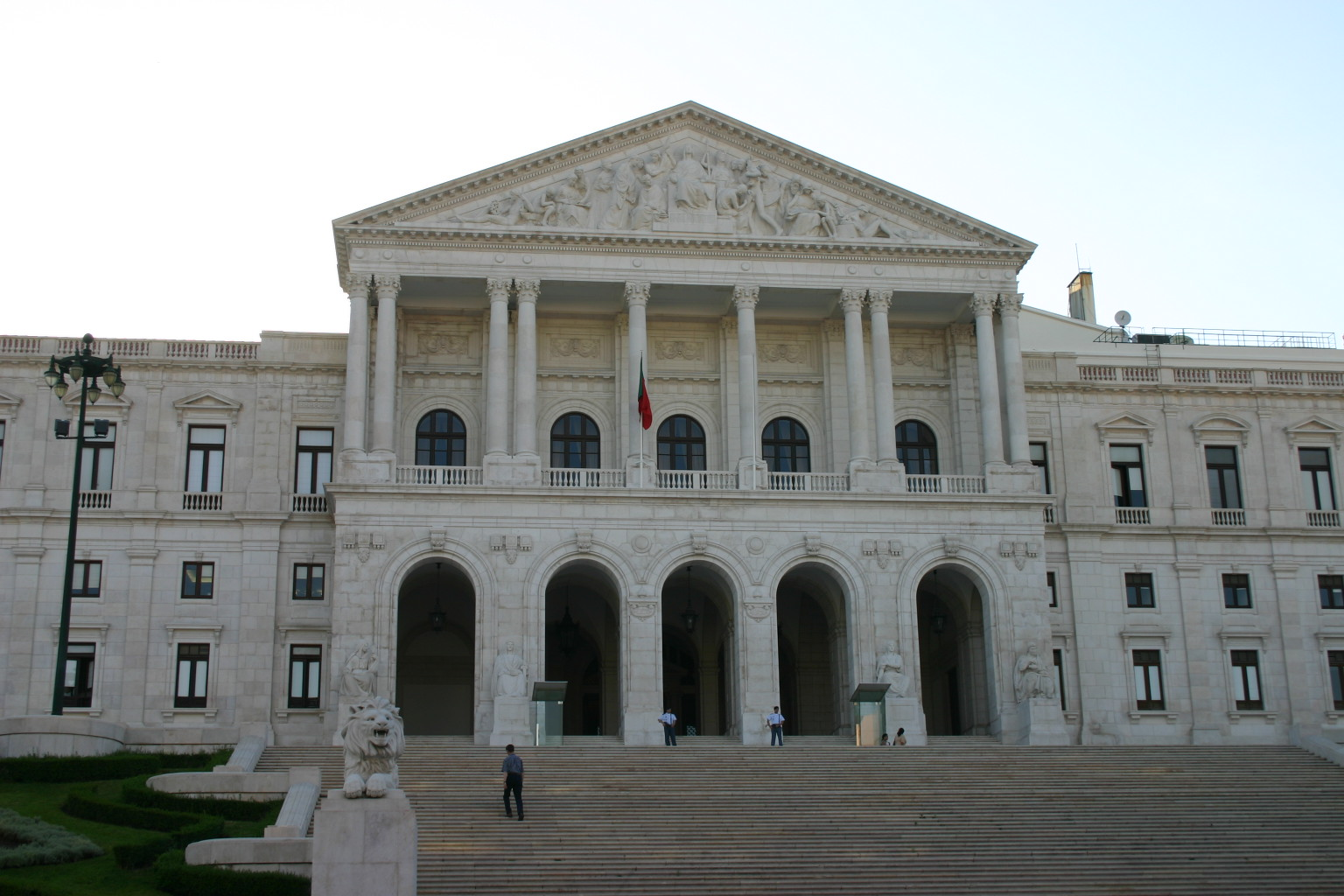
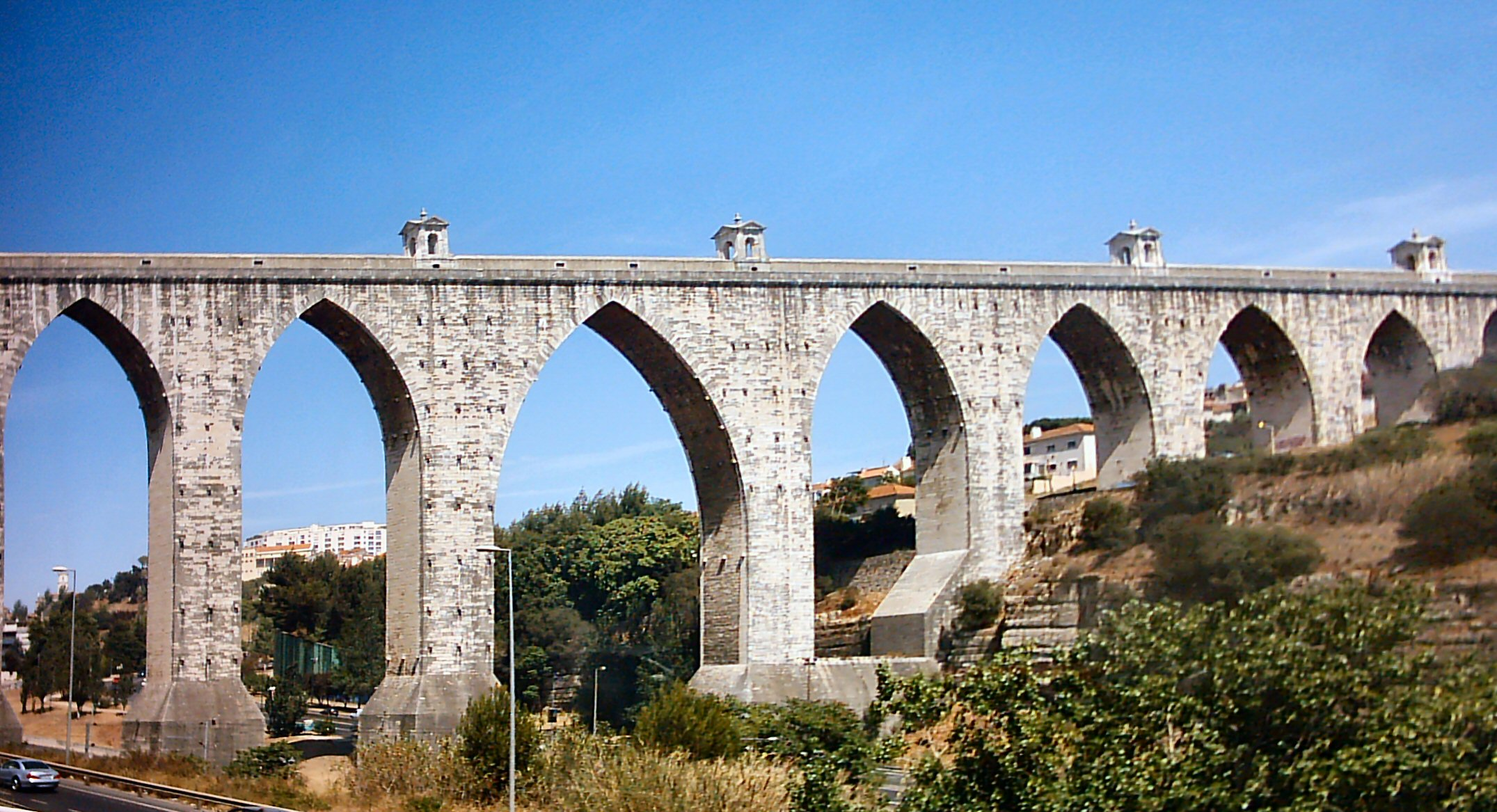
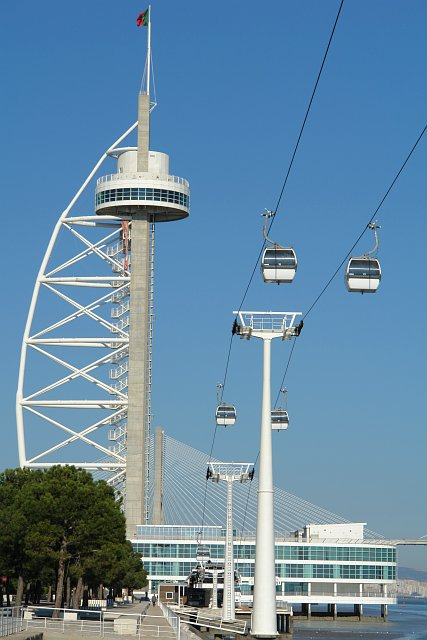
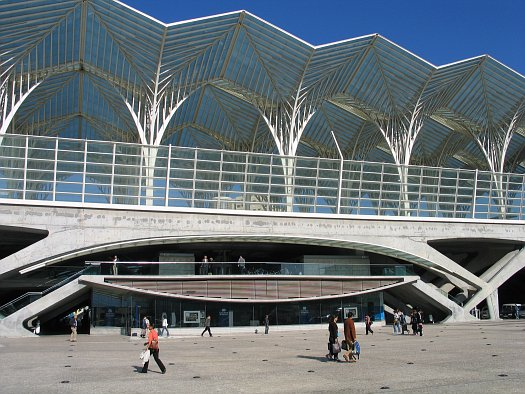
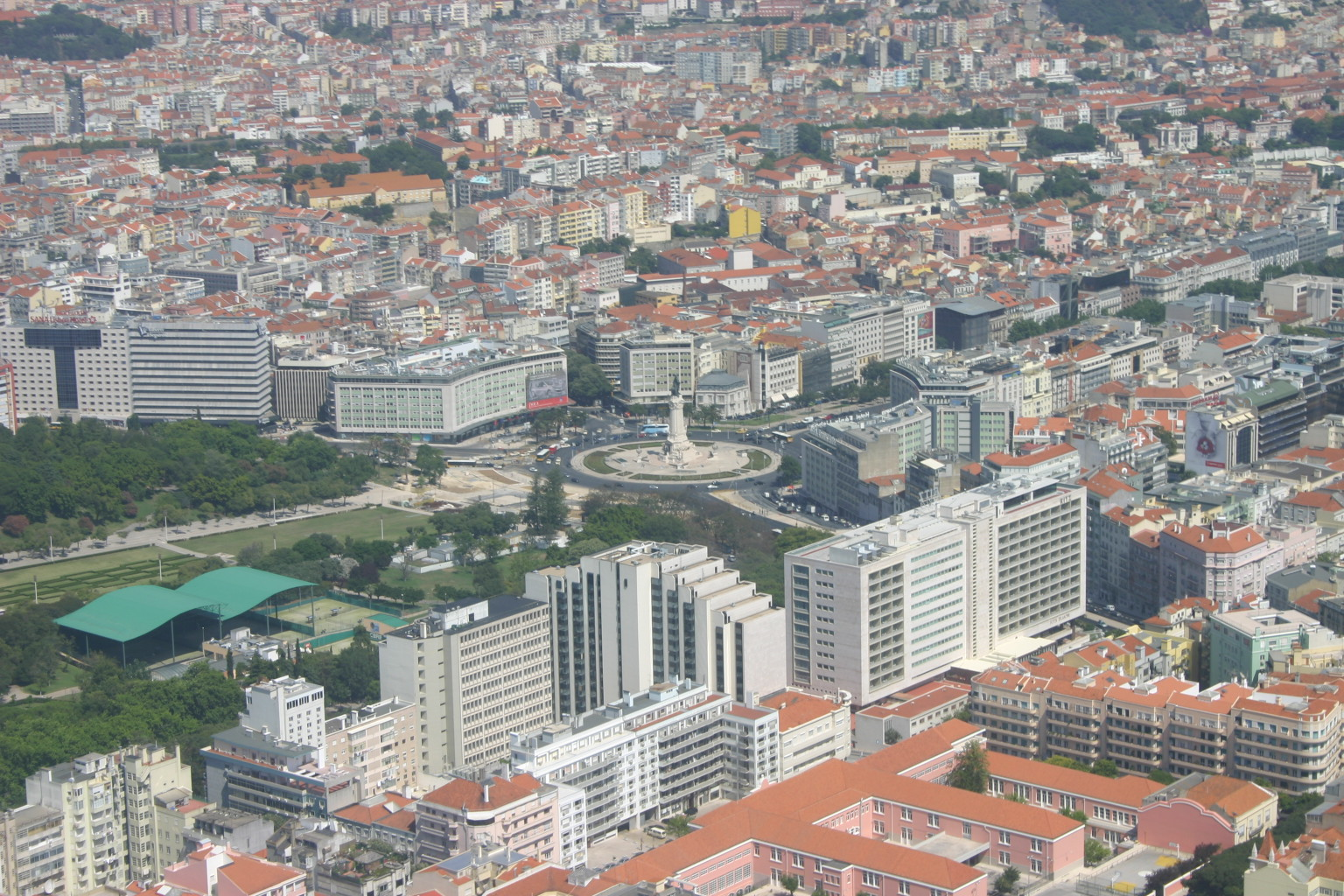
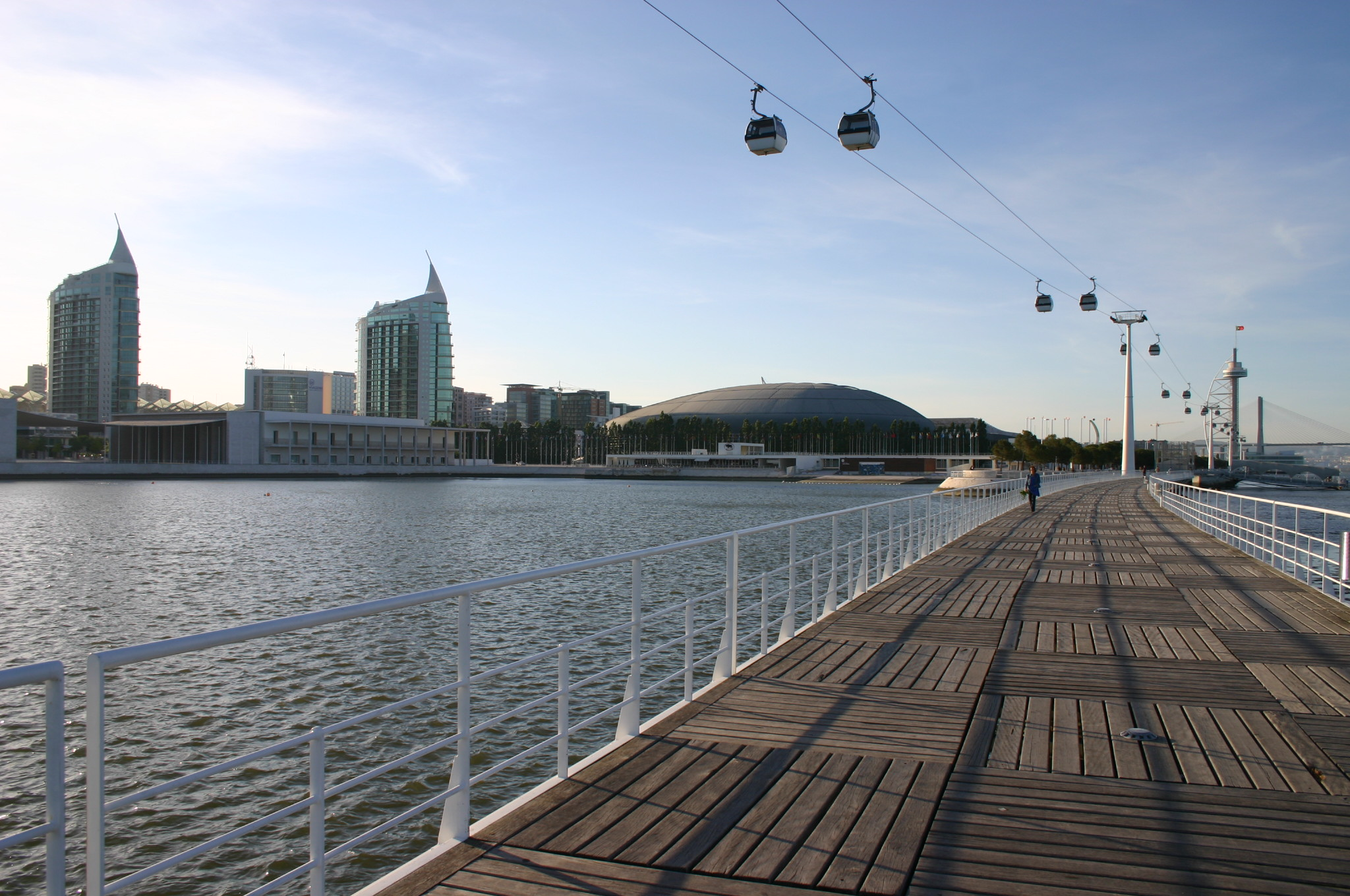
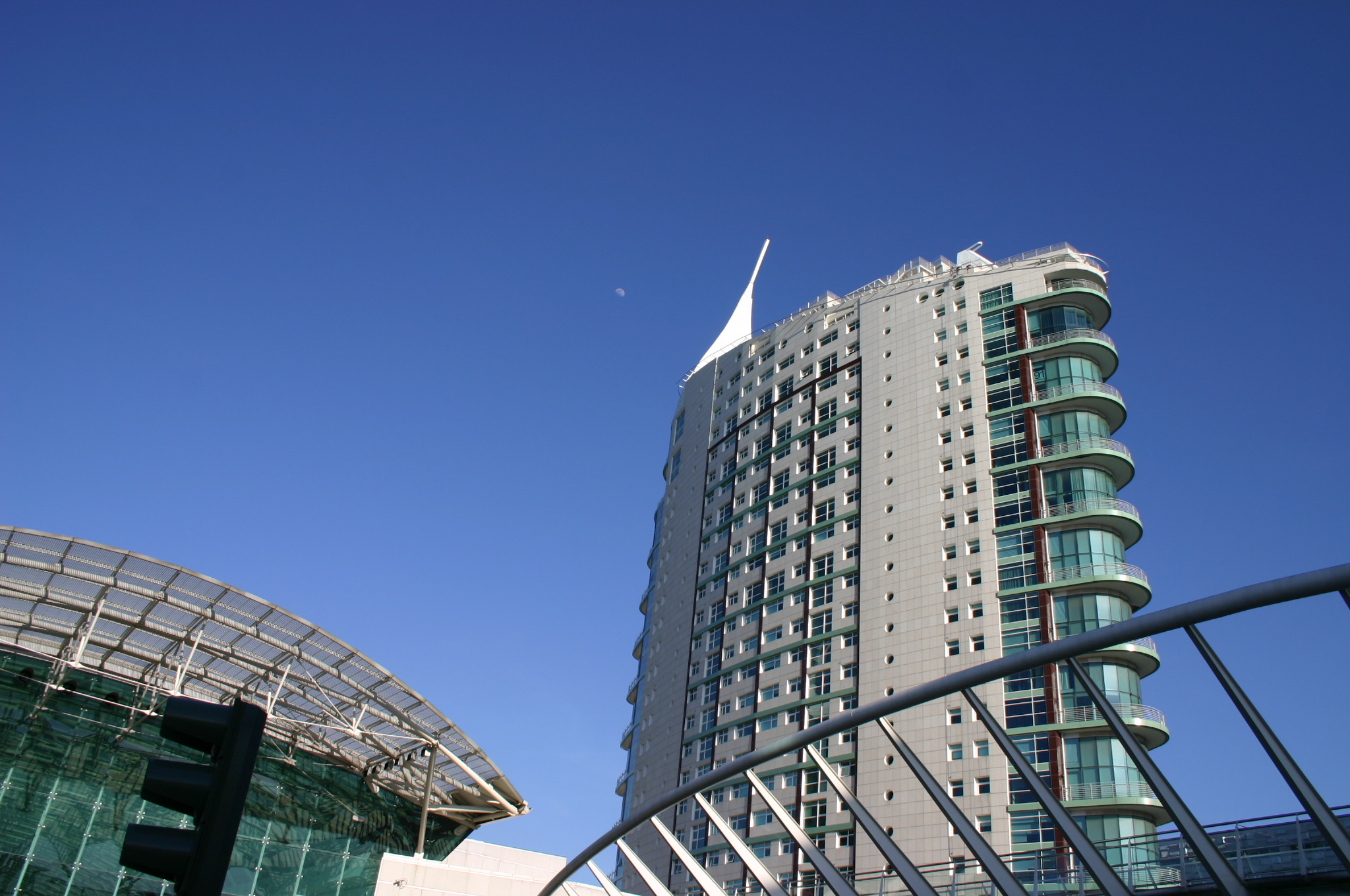
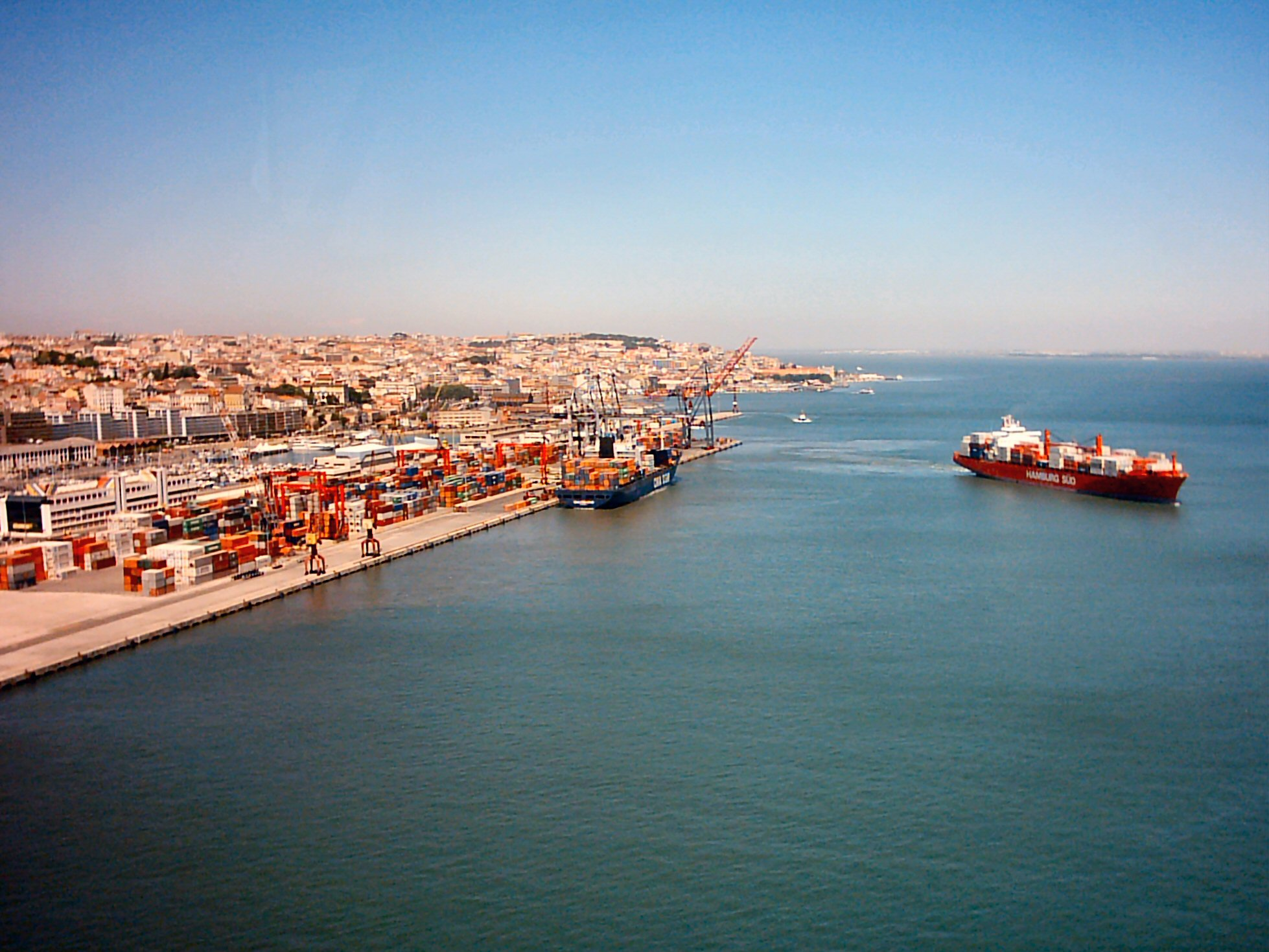
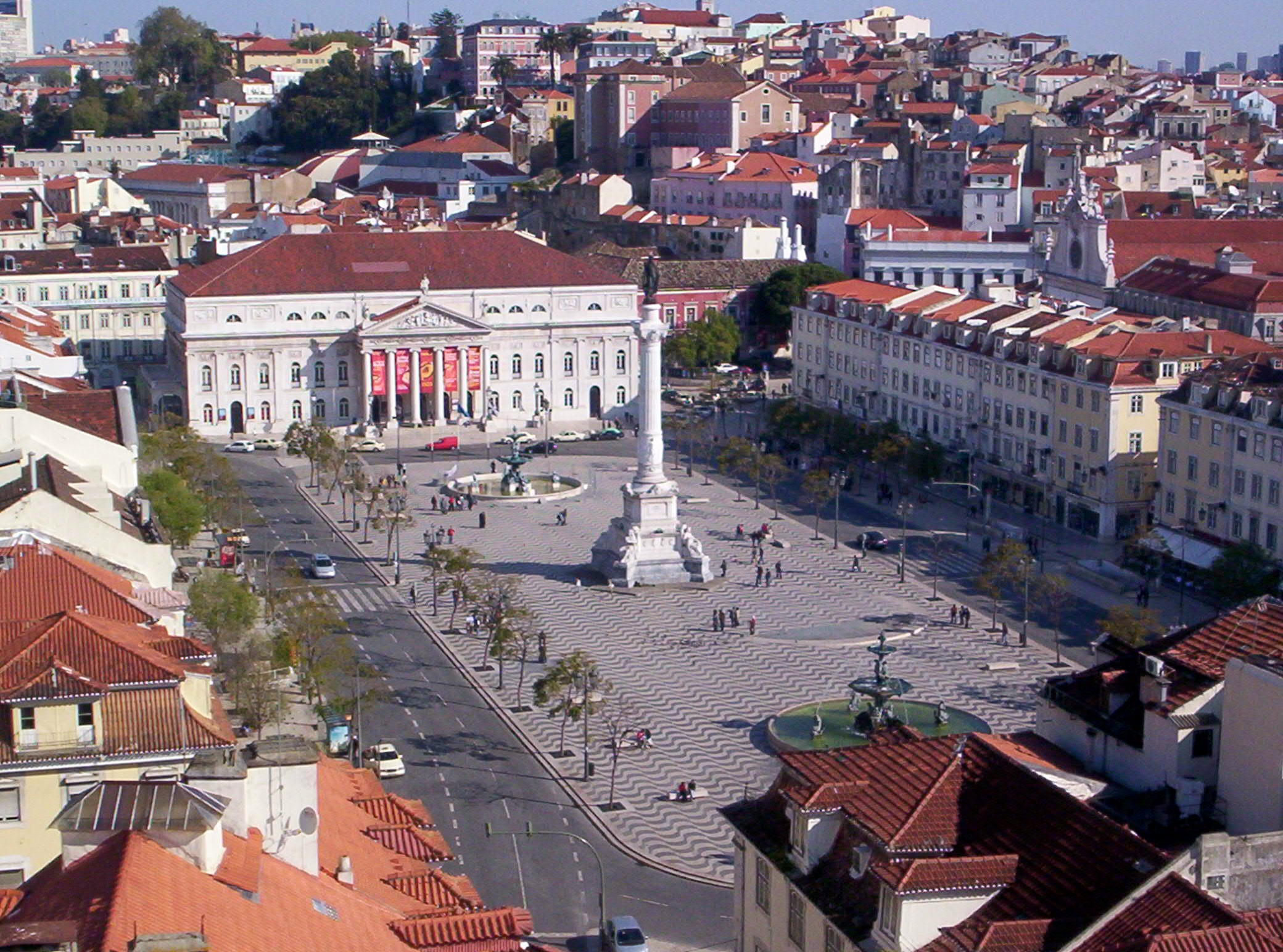
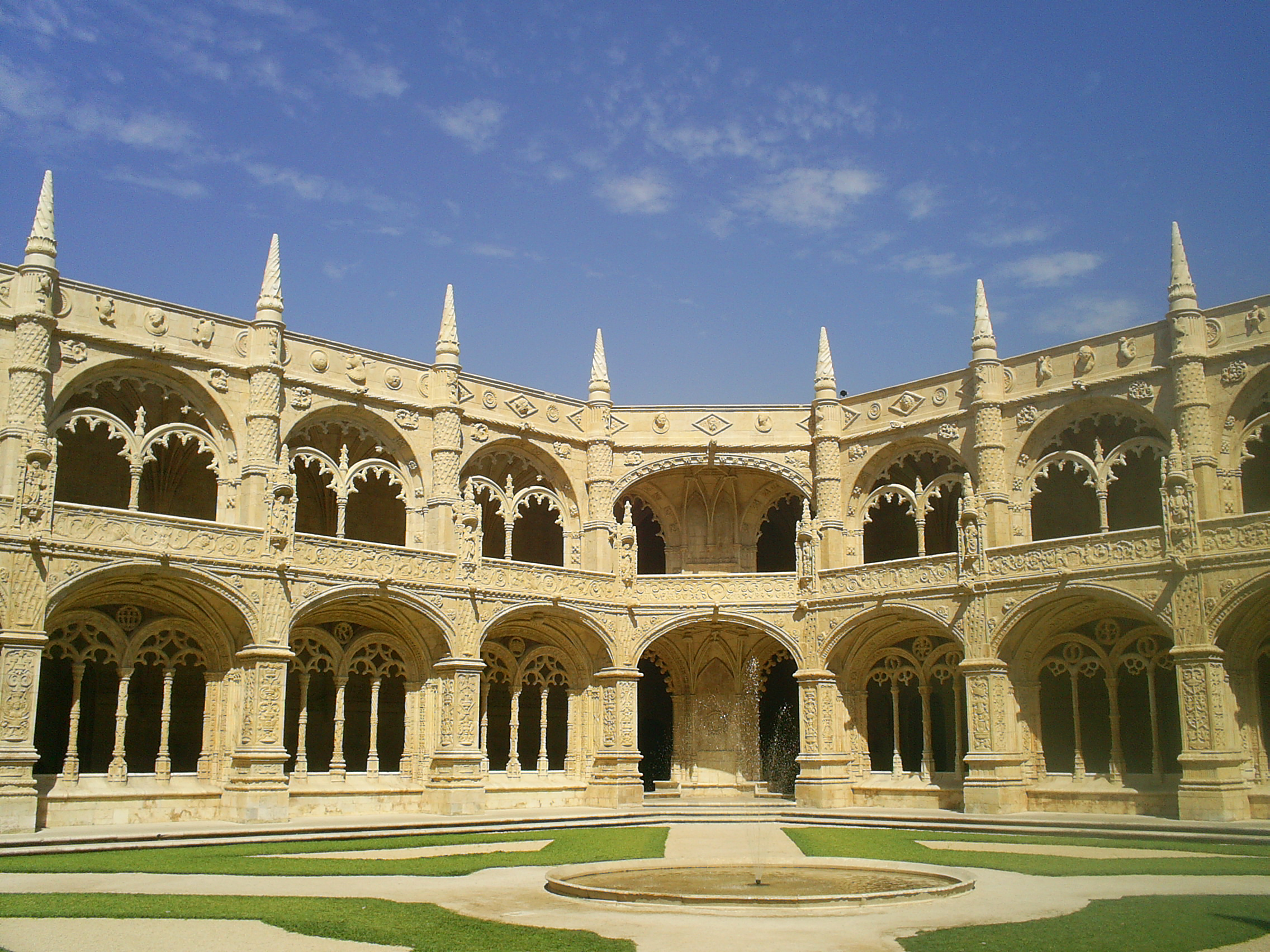
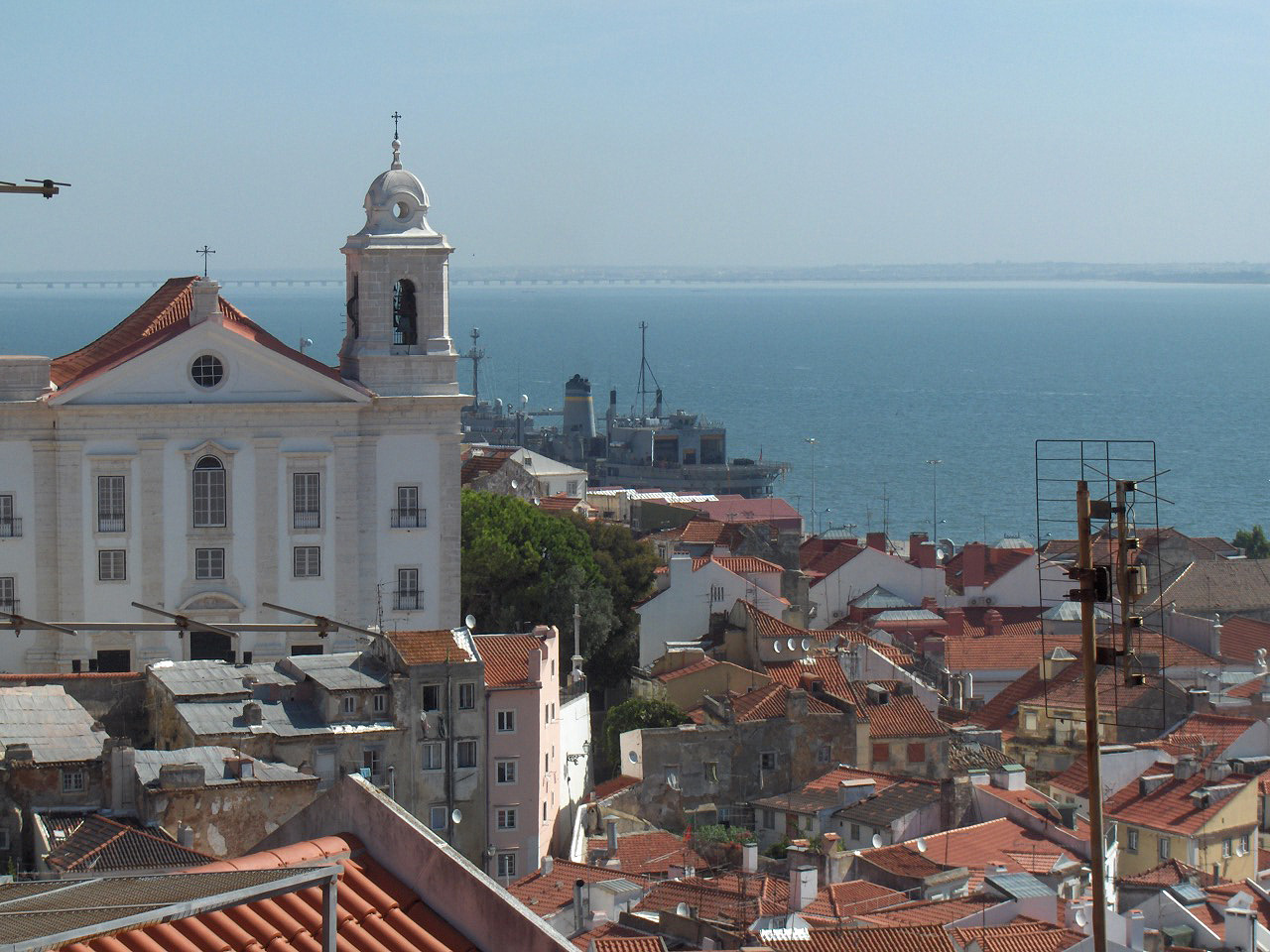
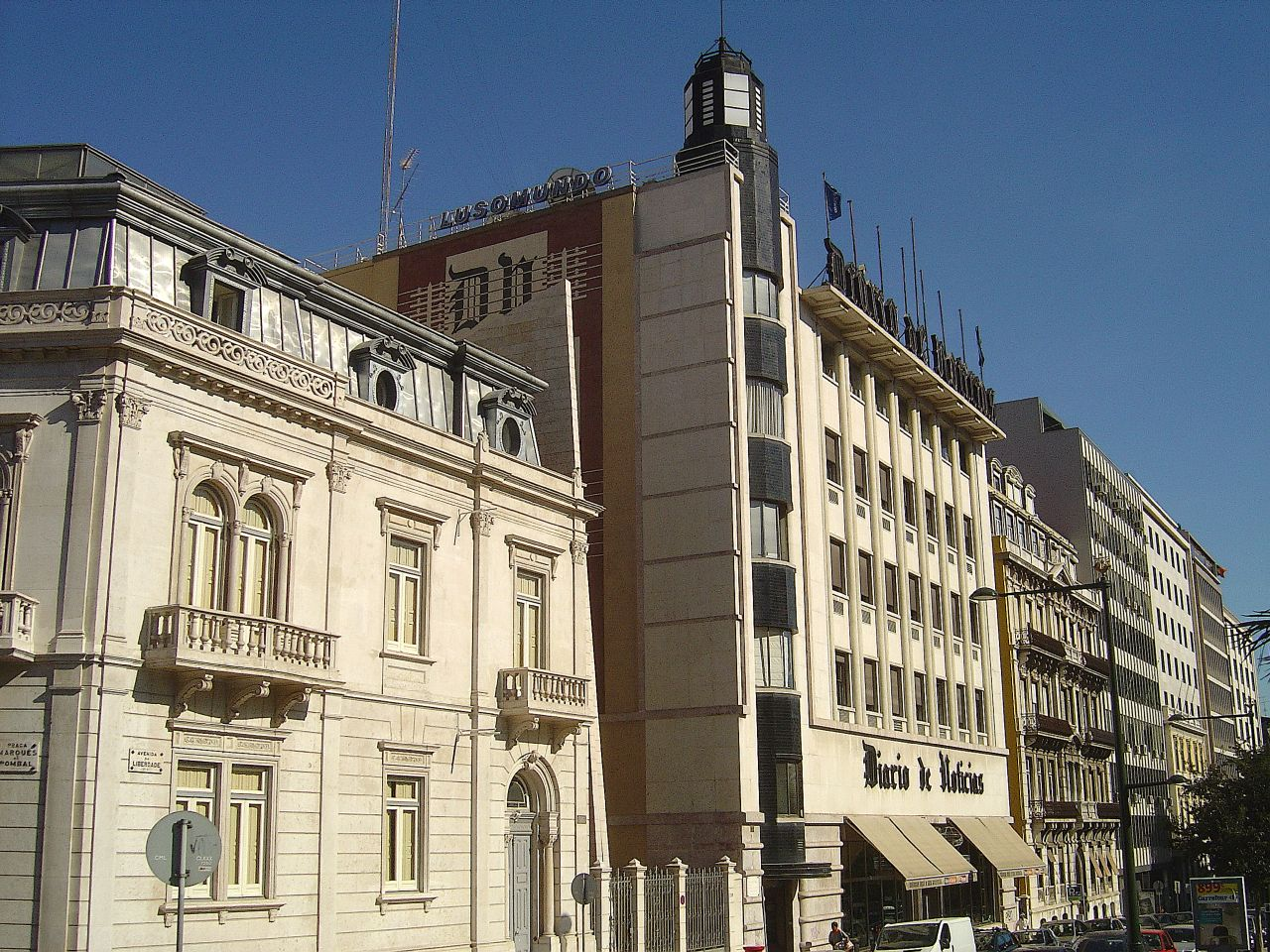
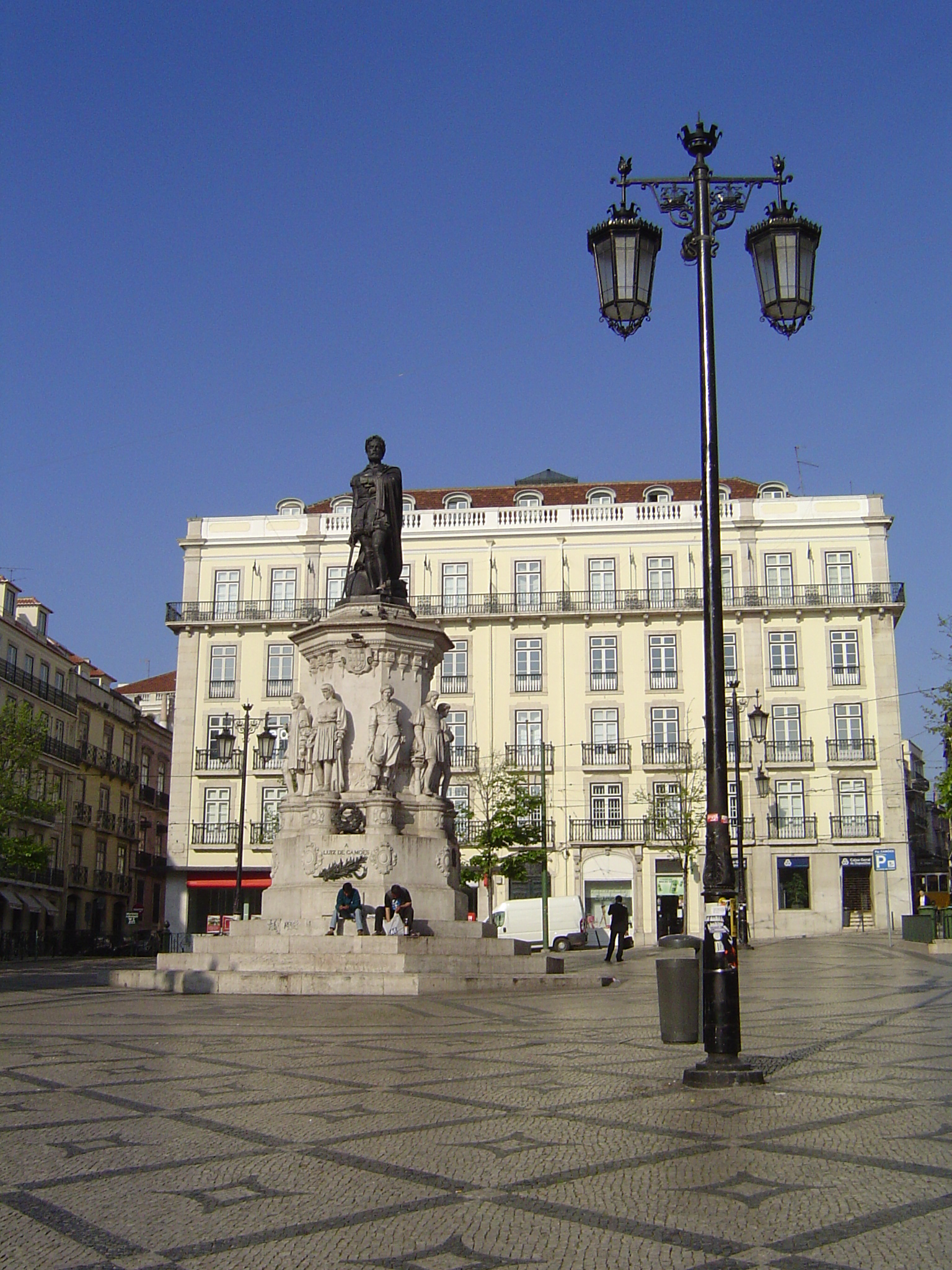
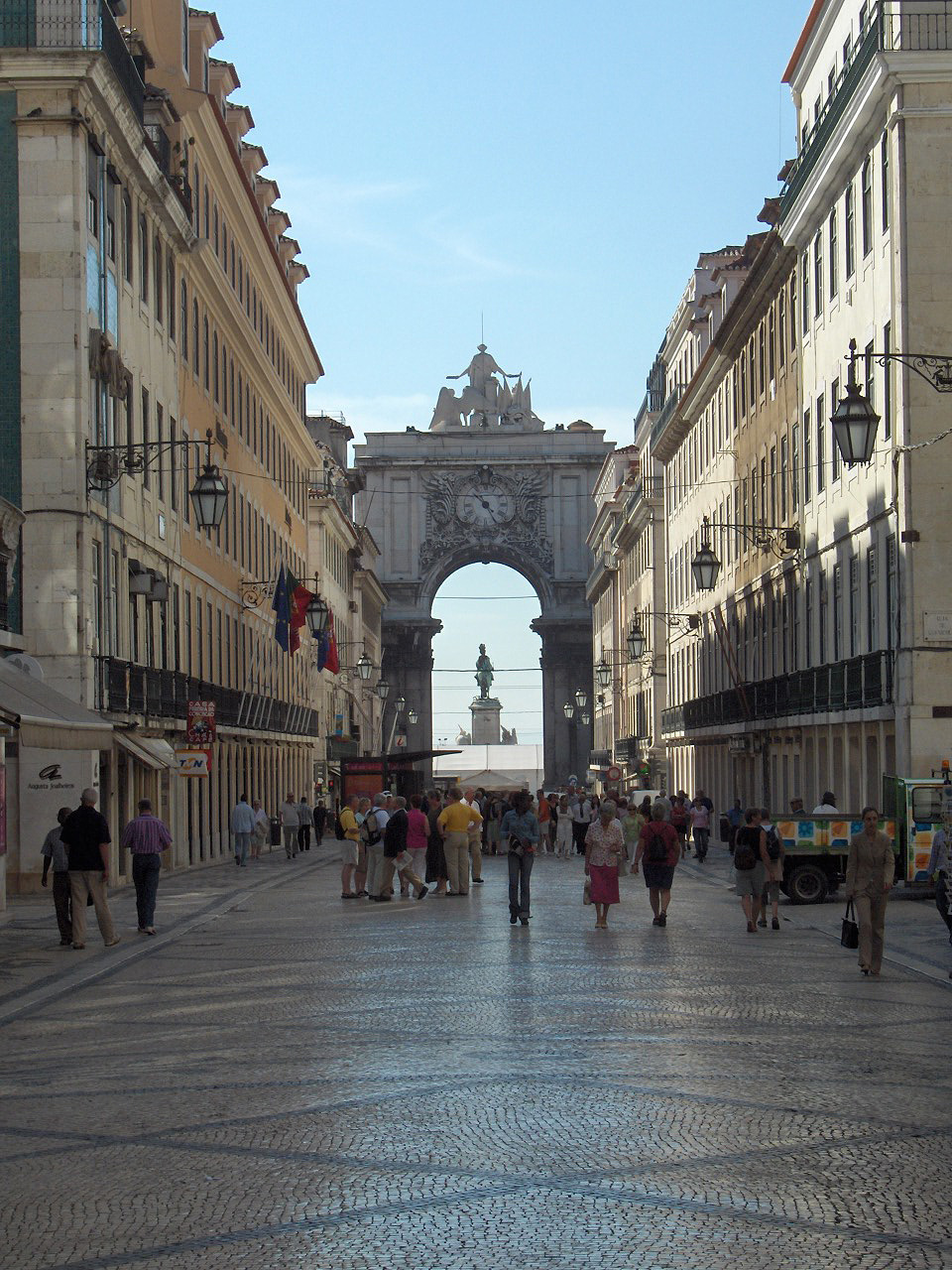
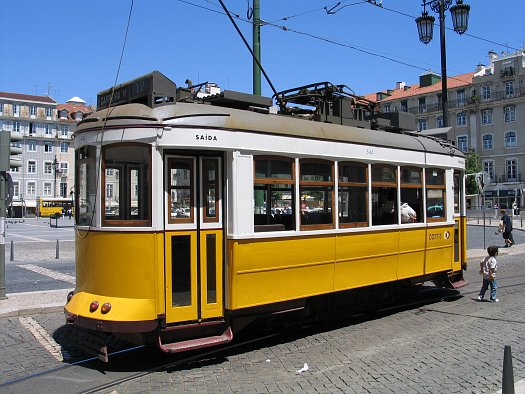
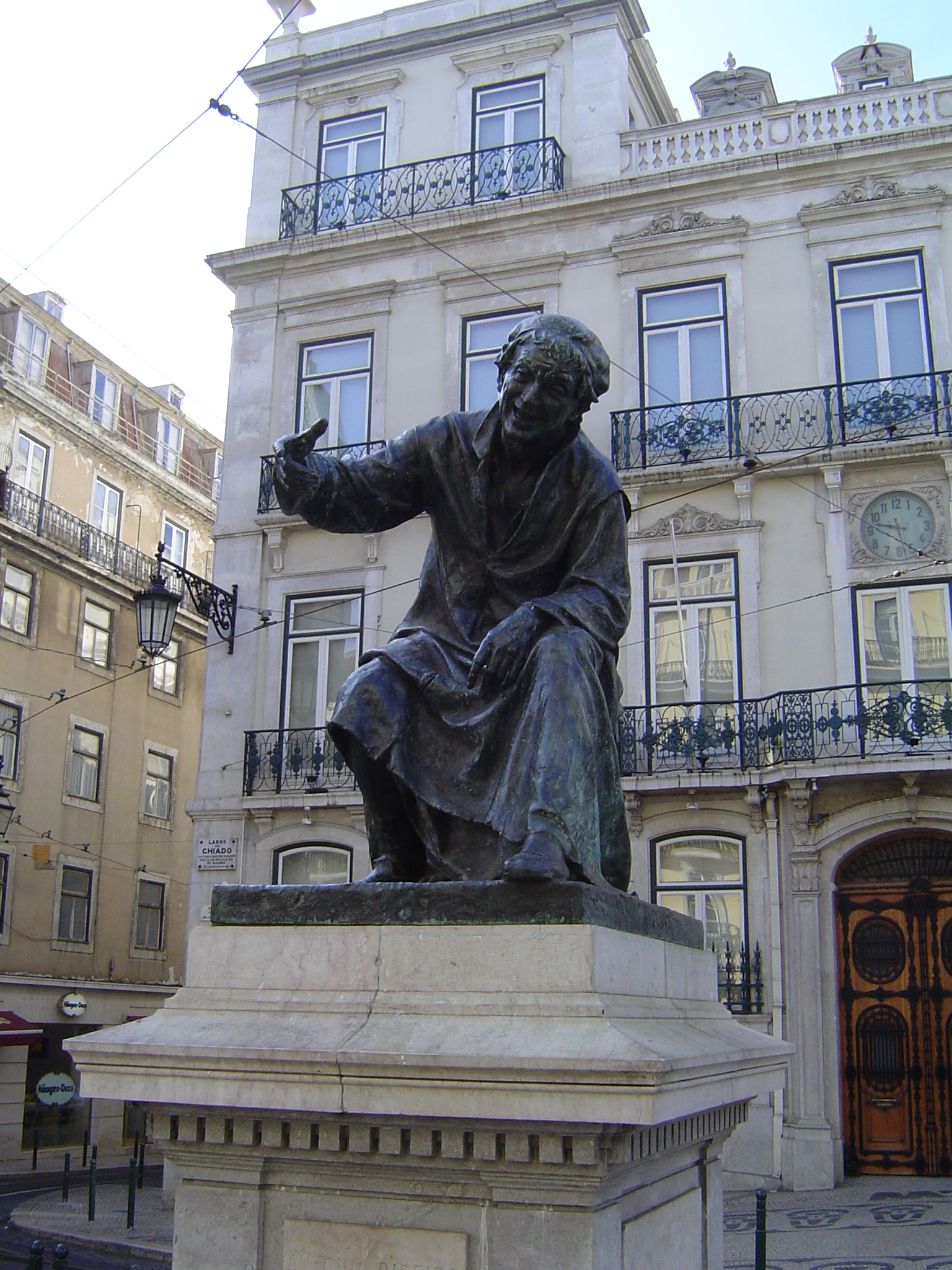
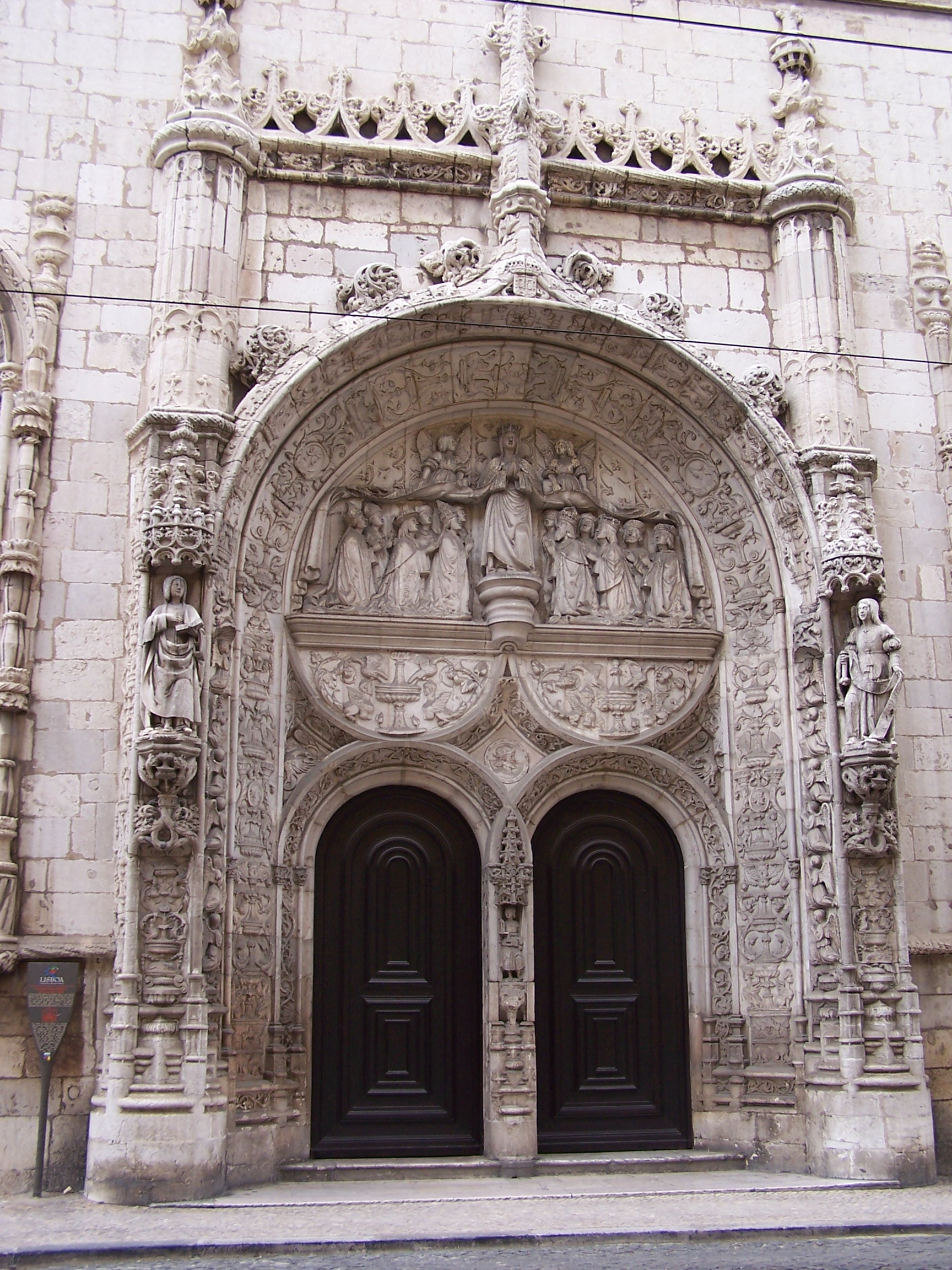
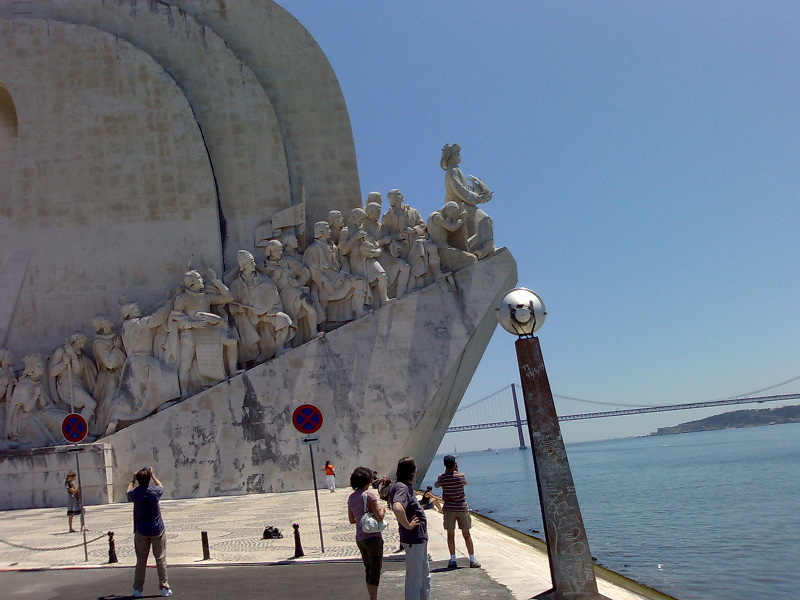

### Imagini
- Fotografii Lisabona[nefuncțională]

1. ↑  , Instituto Nacional de Estatística[*] https://www.ine.pt/xportal/xmain?xpid=INE&xpgid=ine_indicadores&indOcorrCod=0008350&selTab=tab0, accesat în 19 septembrie 2018 Lipsește sau este vid: |title= (ajutor)